# 강지원 (1949년)
강지원(한국 한자: 姜智遠, 1949년 3월 17일~)은 대한민국의 법조인(검사 출신의 변호사)이자, 사회운동가 겸 교육인이다. 공직 초임 시절의 그는 관세청 사무관, 전북 전주지검 검사 등을 지냈었다.
1978년부터 2002년까지 24년간 검사로 일했으며, 2002년 이후 변호사로 활동 중이다. 법률가로서 사회적 약자의 인권을 위해 일했고 청소년과 여성의 인권과 관련하여 활발한 활동을 한 것으로 널리 알려졌다.
그는 1949년 3월 17일, 전라남도 완도군에서 태어났다. 1972년 제12회 행정고시 합격 후 약 3년간 재무부와 관세청에서 근무했다. 1976년 제18회 사법시험에 수석 합격하였고 사법연수원 수료 후 1978년부터 검사로 재직했고 첫 부임지는 전주지방검찰청이었다.
1980년부터 서울지방검찰청에서 검사 생활을 하였는데, 이 때 사법연수원생으로 온 김영란을 처음 만났고 후에 둘은 결혼하였으며 이후 그는 부인 김영란과의 사이에 딸 둘을 두었다. 그는 1989년 서울보호관찰소 소장을 맡은 것을 계기로 청소년 선도에 앞장섰다. 1997년부터 2000년까지 청소년보호위원장을 지냈다. 2002년 검찰을 떠난 뒤 변호사 생활을 하였다. 2004년에는 박원순 변호사 등과 함께 설립한 장애인 지원 단체이자 비영리 공익 재단인 푸르메재단의 이사장을 맡았다.
2006년 이래 한국매니페스토실천본부 상임대표, 자살예방대책추진위원장, 대통령직속 사회통합위원회 지역분과위원장 등을 역임했다. 2012년 9월 4일에 제18대 대통령 선거에 출마 선언하였는데, "제18대 대선에 한국 최초의 매니페스토(정책중심선거) 후보로 출마하기로 했다"라고 밝혔다.
2004년 12월, 배우 최진실을 위해 무료 변론을 맡았으며 2004년에는 밀양 지역 고교생의 여중생 집단 성폭행 사건을 맡아 성폭력 사건 생존자들을 위해서도 변론을 했다.
2012년 대한민국 제18대 대통령 선거에 무소속으로 출마하였다. 본 선거에서 0.17%의 득표율을 기록하면서 3위로 낙선했다.
2015년 1월에 전국성폭력상담소협의회 '성폭력 수사·재판 디딤돌·걸림돌' 심사위원장을 맡았다. 2018년에는 교통 사고 피해자들과 가족들에게 희망을 주기 위하여 사단법인 교통사고피해자지원희망봉사단(희망보라)를 설립하고 회장을 역임했다.

## 역대 선거 결과
| 실시년도 | 선거  | 대수 | 직책   | 선거구   | 정당   | 득표수   | 득표율         | 순위 | 당락 | 비고 |
| -------- | ----- | ---- | ------ | -------- | ------ | -------- | -------------- | ---- | ---- | ---- |
| 2012년   | 대선  | 18대 | 대통령 | 대한민국 | 무소속 | 53,303표 | \| \| 0.17% \| | 3위  | 낙선 |      |
|          | 0.17% |      |        |          |        |          |                |      |      |      |

## 저서
- 《나쁜 아이는 없다》 1998년 ISBN 9788972080794
- 《강지원 생각 큰바위얼굴 어디없나》 2008년 ISBN 9788995953013
- 《강지원의 꿈 멘토링, 세상 어딘가엔 내가 미칠 일이 있다》 2012년 ISBN 9788994543499
- 《특별한 재능도, 확실한 꿈도 없는 99% 아이들을 위한 미래설계 '적성찾기' 프로젝트 꿈 같은거 없는데요》 2018년 ISBN 978-89-6570-602-1

공저
- 《어린이 청소년 어떻게 사랑할 것인가》 2004년 ISBN 8935205567

## 가족 관계
- 배우자: 김영란
  - 자녀: 슬하 2녀
- 손아랫 처남: 김문석 - 배우자(김영란)의 남동생